# SFTP
SFTP (англ. SSH File Transfer Protocol) — протокол прикладного рівня, призначений для копіювання та виконання інших операцій з файлами поверх надійного і безпечного з'єднання.  Протокол розроблений групою IETF як розширення до SSH-2, однак SFTP допускає реалізацію та з використанням інших протоколів сеансового рівня. 
Розробкою протоколу займалася одна з груп IETF під назвою Secsh — група, яка раніше підготувала стандарт SSH-2.  Робоча документація до нового протоколу SFTP не стала офіційним стандартом, проте почала активно застосовуватися для розробки застосунків.  У ході розвитку протоколу було випущено шість версій протоколу.  Поступове нарощування функціональності протоколу призвело до того, що 14 серпня 2006 було прийнято рішення про припинення роботи над розвитком протоколу у зв'язку з виконанням основного завдання проекту (розробка SSH) і відсутністю достатнього експертного рівня для переходу до розробки повноцінного протоколу віддаленої файлової системи. 
Останньою розробленої версією протоколу є Draft 13 від 10 липня 2006 року.

## Виноски
1. ↑  Formal consultation prior to closing the secsh working group — msg#00010 — ietf.secsh. Архів оригіналу за 20 березня 2012. Процитовано 2 лютого 2014.
2. ↑  SSH File Transfer Protocol, Draft 13, July 2006. Архів оригіналу за 1 травня 2010. Процитовано 2 лютого 2014.